# Mecklenburg-Vorpommern
Mecklenburg-Vorpommern (undertiden forkortet Meck-Pomm eller MV) er en delstat i Tyskland, der med et areal på 23.170 km² og 1.573.597 indbyggere (31. december 2024) er Tysklands sjettestørste og tyndest befolkede delstat. Hovedstaden er Schwerin, som er en af de to kreisfrie kommuner (købstadskommuner) i delstaten. Den anden kreisfri kommune er havnebyen Rostock, som er den mest folkerige kommune i delstaten. Ministerpræsident er Manuela Schwesig (SPD), der leder en koalitionsregering med  venstrefløjspartiet Die Linke. Mecklenburg-Vorpommern grænser op til Slesvig-Holsten i vest, Polen i øst, Niedersachsen og Brandenburg i syd samt op til Danmark igennem havgrænse mod nord.
Delstaten blev dannet efter 2. verdenskrig ved at sammenlægge de historiske regioner Mecklenburg og Vorpommern. I 1952 indgik delstaten i DDR og blev opdelt i tre administrative områder. Den blev genetableret i forbindelse med Tysklands genforening i 1990.
Mecklenburg-Vorpommern er blandt andet kendt for sin kystlinje til Østersøen og for Mecklenburgische Seenplatte, der er den største gruppe sammenhængende søer og kanaler i Tyskland. Sammen med den øvrige natur gør det delstaten til en af de førende turistdestinationer i landet. Tre af Tysklands 14 nationalparker beliggende her, ligesom der er mange fredede naturområder.
Kulturelt har Mecklenburg-Vorpommern udviklet og bibeholdt en særegen regional kultur, som dog har visse ligheder med det øvrige Nordtyskland, f.eks. er der store lingvistiske og historiske fællestræk med Slesvig-Holsten. Byggestilen i byerne er hanseatisk; den samme, som man kan finde i en by som Lübeck samt i Estland og Letland. Der er mange gotiske murstenskirker opført i middelalderen i centrum af byerne, som typisk er opbygget omkring en eller flere markedspladser, hvor også byens kirke eller rådhus er placeret. Byerne er overvejende beliggende ved Østersøen eller ved de mange søer eller floder, fordi handelsbetingelserne var bedst her. To af Europas ældste universiteter, Universität Rostock og Greifswald Universitet, er beliggende i Mecklenburg-Vorpommern.

## Landkreise og kreisfrie kommuner
|                                       |                               |                | Inddeling efter 2011 12. juni 1994 blev 31 tidligere Landkreise omdannet til 12 nye. Seks kreisfrie kommuner beholdt deres status. 4. september 2011 blev antallet yderligere reduceret til 6 landkreise og 2 kreisfrie kommuner. | Inddeling efter 2011 12. juni 1994 blev 31 tidligere Landkreise omdannet til 12 nye. Seks kreisfrie kommuner beholdt deres status. 4. september 2011 blev antallet yderligere reduceret til 6 landkreise og 2 kreisfrie kommuner. | Inddeling efter 2011 12. juni 1994 blev 31 tidligere Landkreise omdannet til 12 nye. Seks kreisfrie kommuner beholdt deres status. 4. september 2011 blev antallet yderligere reduceret til 6 landkreise og 2 kreisfrie kommuner. |
| Ny Landkreis eller kreisfrei kommune  | Landsdel                      | Kreissæde      | Tidligere Kreise og kreisfreie kommuner og kommunesamarbejder (Amt) | Indbyggere 31. december 2010 | Areal km² |
| ------------------------------------- | ----------------------------- | -------------- | --- | --- | --- |
| Rostock                               | Mecklenburg                   | -              | - | 202.735 | 181 |
| Schwerin                              | Mecklenburg                   | -              | - | 95.220 | 131 |
| Landkreis Mecklenburgische Seenplatte | Mecklenburg, teils Vorpommern | Neubrandenburg | Neubrandenburg, Landkreis Müritz, Landkreis Mecklenburg-Strelitz; Byerne Dargun og Demmin samt amterne Demmin-Land, Malchin am Kummerower See, Stavenhagen, Treptower Tollensewinkel fra Landkreis Demmin                         | 272.922 | 5.468 |
| Landkreis Rostock                     | Mecklenburg                   | Güstrow        | Landkreis Bad Doberan, Landkreis Güstrow | 216.189 | 3.421 |
| Landkreis Ludwigslust-Parchim         | Mecklenburg                   | Parchim        | Landkreis Parchim, Landkreis Ludwigslust | 218.362 | 4.750 |
| Landkreis Nordwestmecklenburg         | Mecklenburg                   | Wismar         | Hansestadt Wismar, Landkreis Nordwestmecklenburg | 160.423 | 2.117 |
| Landkreis Vorpommern-Rügen            | Vorpommern, teils Mecklenburg | Stralsund      | Hansestadt Stralsund, Landkreis Nordvorpommern, Landkreis Rügen | 230.743 | 3.188 |
| Landkreis Vorpommern-Greifswald       | Vorpommern, teils Mecklenburg | Greifswald     | Hansestadt Greifswald, Landkreis Ostvorpommern, Landkreis Uecker-Randow; Amterne Jarmen-Tutow, Peenetal/Loitz fra Landkreis Demmin                                                                                                | 245.733 | 3.927 |

## Største kommuner efter indbyggertal
De 25 største kommuner efter indbyggertal af i alt 724 kommuner, hvoraf 40 er Amtsfri, heraf de to Kreisfrie kommuner, og 684 er del af 76 forvaltningssamarbejder (tysk Amt, flertal Ämter). Den Amtsfrie Grevesmühlen kommune danner et Verwaltungsgemeinschaft med Amt Grevesmühlen Land. Tilføjet (udenfor tabel) som nummer 26 er Ueckermünde.
| Kommune             | Indbyggere 31. december 2000 | Indbyggere 31. december 2006 | Indbyggere 31. december 2022 |
| ------------------- | ---------------------------- | ---------------------------- | ---------------------------- |
| Rostock (kreisfri)  | 200.506                      | 199.868                      | 209.920                      |
| Schwerin (kreisfri) | 101.267                      | 96.280                       | 98.596                       |
| Neubrandenburg      | 73.318                       | 67.517                       | 63.989                       |
| Greifswald          | 54.236                       | 53.434                       | 59.691                       |
| Stralsund           | 60.663                       | 58.288                       | 59.363                       |
| Wismar              | 47.031                       | 45.182                       | 43.878                       |
| Güstrow             | 32.323                       | 31.083                       | 29.566                       |
| Waren (Müritz)      | 22.044                       | 21.236                       | 21.267                       |
| Neustrelitz         | 23.333                       | 22.152                       | 20.340                       |
| Parchim             | 20.048                       | 19.187                       | 18.278                       |
| Ribnitz-Damgarten   | 17.200                       | 16.608                       | 15.721                       |
| Bergen auf Rügen    | 15.616                       | 14.430                       | 13.689                       |
| Bad Doberan         | 11.515                       | 11.375                       | 12.954                       |
| Hagenow             | 12.272                       | 12.178                       | 12.399                       |
| Anklam              | 15.826                       | 14.092                       | 12.312                       |
| Ludwigslust         | 12.506                       | 12.815                       | 12.270                       |
| Wolgast             | 13.747                       | 12.359                       | 12.055                       |
| Boizenburg/Elbe     | 10.654                       | 10.756                       | 10.829                       |
| Grevesmühlen        | 11.080                       | 10.945                       | 10.538                       |
| Demmin              | 13.529                       | 12.633                       | 10.395                       |
| Pasewalk            | 12.873                       | 11.856                       | 9.811                        |
| Grimmen             | 11.565                       | 11.032                       | 9.586                        |
| Torgelow            | 11.449                       | 9.909                        | 9.307                        |
| Sassnitz            | 11.637                       | 10.747                       | 9.199                        |
| Barth               | 8.722                        | 8.543                        | 8.777                        |

Ueckermünde. Indbyggertal: 11.932 (1995), 11.526 (2000);10.339 (2006);8.598 (2022).